# ГКПП Смърдеш-Капещица
Вижте пояснителната страница за други значения на Кулата.
Граничният контролно-пропускателен пункт Смърдеш–Капещица (на гръцки: Μεθοριακός σταθμός Κρυσταλλοπηγής, на албански: Vendkalimi kufitar I Kapshticës) е контролно-пропускателен пункт, разположен на гръцко-албанската граница при селото Смърдеш (Кристалопиги) от гръцка страна на границата и Капещица (Капщица) от албанска. Граничният пункт е разположен на Европейски път Е79, който свършва при него и на албанския Национален път SH3, свързващ Капещица с Тирана.